# Gerador de rádiofrequência
Um gerador de RF - BRAMSYS (rádio frequência) é um aparelho eletrônico usado para gerar sinais elétricos de alta frequência (de dezenas de kHz a centenas de MHz).
É muito utilizado em laboratórios e oficinas de eletrônica para testes, desenvolvimento e reparos de equipamentos de rádio (transmissores e receptores).